# آذرنوش صدر سالک
آذرنوش صدر سالک (زادهٔ ۱۳۳۴ در تهران)، موسیقی‌دان و نوازندهٔ چنگ اهل ایران است. وی همسر مجید انتظامی موسیقی‌دانِ ایرانی است.

## زندگی هنری

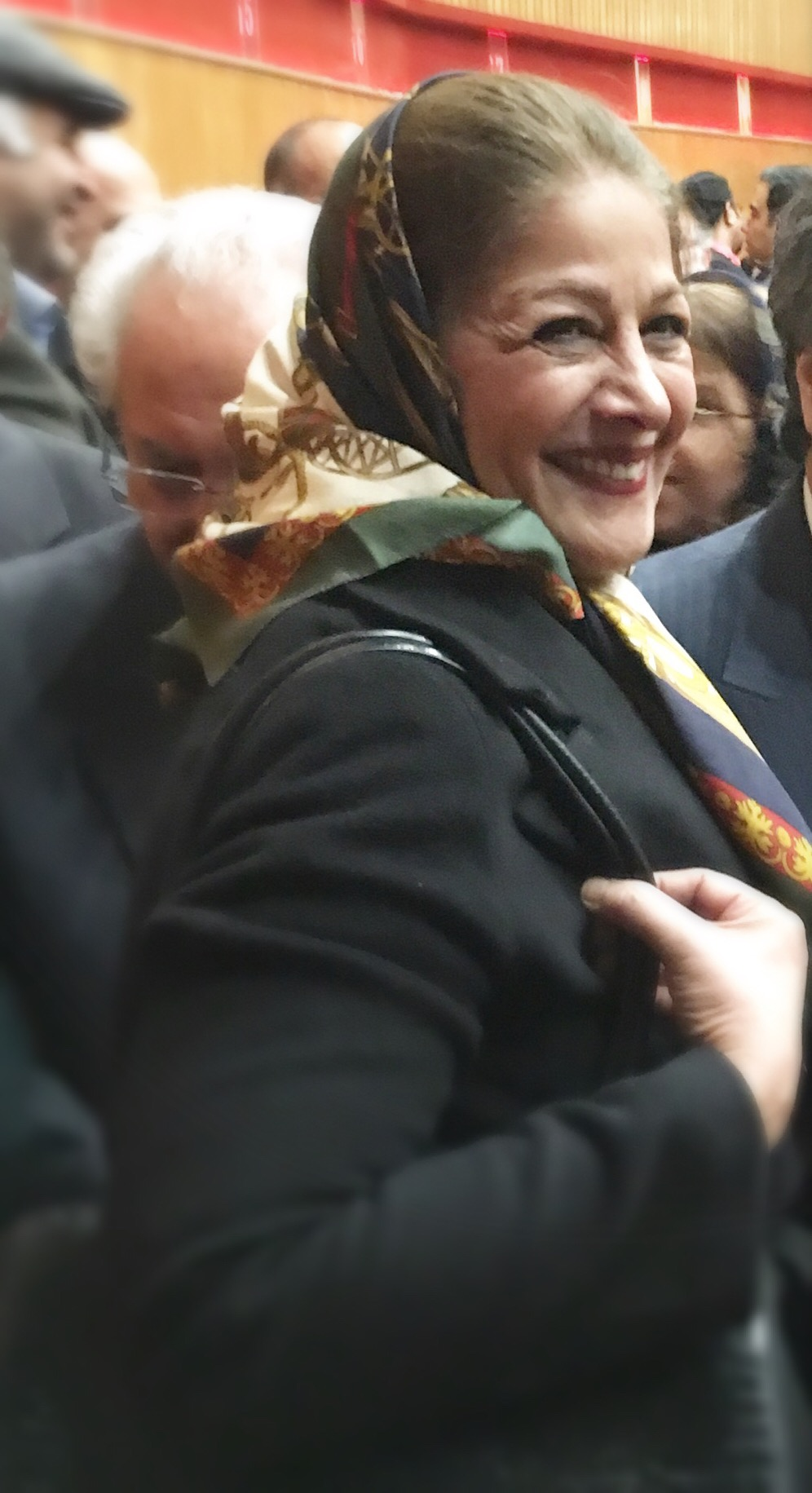
آذرنوش صدر سالک در سومین سال‌نوای موسیقی ایران، ۴ آذر ۱۳۹۶

آذرنوش صدر سالک در سال ۱۳۳۴ در تهران متولد شد. پدر او «حسن صدر سالک» از شاعران و ترانه‌سرایان روزگار خود بود. او تحصیلات ابتدایی خود را در «مدرسه ژاندارک» طی کرد و به هنرستان موسیقی ملی راه یافت. در ۱۰ سالگی با تشویق خانواده علاقه‌مند به فراگیری موسیقی شد و آموختن ساز پیانو را با پیانوی قدیمی مادرش آغاز کرد و در ۱۲ سالگی شروع به فراگیری نوازندگی ساز چنگ نمود. همچنین او در ۱۲ سالگی به عضویت گروه کر تلویزیون درآمد و در ۱۵ سالگی به گروه کر تالار وحدت پیوست. وی هم‌زمان با گرفتن دیپلم هنرستان موسیقی، به صورت شبانه موفق به اخذ «دیپلم ادبی» از در «دبیرستان طبری» شد و در رشته حقوق اسلامی دانشگاه تهران مشغول به تحصیل شد. از جمله استادان او در حقوق اسلامی می‌توان به «محمد مفتح» و «مرتضی مطهری» اشاره نمود. مهم‌ترین استاد هارپ او در هنرستان موسیقی «آرنا‌و‌دوا» از کشور بلغارستان بوده‌است.
وی از سال ۱۳۵۲ به ارکستر سمفونیک تهران به رهبری «فرهاد مشکات» راه یافت و تا زمان بازنشستگی در این ارکستر مشغول فعالیت بود و پس از آن نیز به صورت مهمان با ارکستر سمفونیک همکاری داشته‌است. وی در سال ۱۳۵۷ با «مجید انتظامی» ازدواج کرد و به عنوان «دستیار آهنگساز» و نوازنده در آثار او همکاری داشته‌است.
آذرنوش صدر سالک از سال ۱۳۷۵ تا ۱۳۷۶ رئیس هنرستان موسیقی ملی دختران بود و در سال ۱۳۹۲ «مدرک درجه یک هنری» را از شورای ارزشیابی آثار هنری وزارت فرهنگ و ارشاد اسلامی دریافت نمود. در سال ۱۴۰۰، مراسم بزرگداشت آذرنوش صدر سالک از طرف سی و هفتمین جشنواره موسیقی فجر برگزار و از وی تقدیر شد.

## آثار
آذرنوش صدر سالک در بسیاری از آلبوم‌های موسیقی سمفونیک و موسیقی فیلم و تلویزیون به عنوان نوازنده چنگ و آهنگساز فعالیت داشته که به موارد زیر می‌توان اشاره کرد:
- آلبوم موسیقی سوئیت سمفونی انقلاب اثر: مجید انتظامی[۶]
- آلبوم موسیقی سمفونی کارون اثر: مجید انتظامی
- آلبوم موسیقی سمفونی ایثار اثر: مجید انتظامی[۷]
- آلبوم موسیقی سمفونی پیروزی اثر: مجید انتظامی[۸]
- آلبوم موسیقی سمفونی مقاومت اثر: مجید انتظامی[۹]
- موسیقی متن فیلم سینمایی دستفروش به کارگردانی محسن مخملباف[۱۰]
- تک آهنگ «شور‌انگیز» با صدای محمد معتمدی[۱۱]